# Глубина боевого порядка
Глубина боевого порядка — военный термин, обозначающий условное расстояние от переднего края передовых подразделений воинской части или формирования до расположения его тылов или следующих за ним эшелонов войск.
В зависимости от способа построения формирования, обстоятельств боевого столкновения и условий местности глубина боевого порядка одного и того же формирования может значительно варьироваться.
В оборонительном бою глубина боевого порядка тесно связана с понятием глубины обороны, в наступательном бою недостаточная глубина боевого порядка может быстро истощить темпы и саму возможность наступления.

Глубина обороны. Я считаю, что развитая глубина обороны должна состоять из следующих элементов: — из предполья или передовой полосы. Внешняя граница предполья может быть вынесена на 12 — 15 километров от переднего края главной полосы обороны, а при благоприятных условиях и далее. В зависимости от обстановки, предполья может и не быть.
Какими силами и средствами будет обороняться предполье? В каждом конкретном случае силы и средства будут определяться соответствующей обстановкой. Во всех случаях важно только выдержать тот основной принцип, чтобы не было распыления сил в обороне. Выделение в предполье больших сил и средств повлечёт несомненно к распылению сил обороняющегося. О том, как вести бой в предполье, неоднократно указывал Народный комиссар обороны:

— Из позиции боевого охранения, выдвигаемой вперед на 1 — 3 километра от переднего края главной полосы обороны. Я считаю, что позиция боевого охранения будет, безусловно, существовать; тут неправ т. Смирнов. В каком виде? В виде ли тыловой полосы предполья, или в виде самостоятельной позиции боевого охранения, но она будет существовать. Причем, как правило, не за счёт тех подразделений, которые ведут бой в предполье. Эти подразделения будут отходить в глубину обороны.

— Из главной, я подчеркиваю, основной полосы обороны, включающей основные силы дивизии и всю глубину боевого порядка её.

— Из второй оборонительной полосы, создаваемой в тылу главной полосы обороны, занимаемой корпусными резервами.

Я не буду останавливаться на определении отдельных элементов современной обороны, так как они уже даны и всем нам очевидны (предполье, позиция боевого охранения и др.), я хочу сделать ударение лишь на главной полосе обороны.— В. Н. Курдюмов, генерал-лейтенант, начальник Управления боевой подготовки Красной Армии, РГВА, ф. 4, оп. 18, д. 60, л. 37 — 44.
Построения глубокого боевого порядка — Эшелонирование. В тактике и стратегии расчленение войсковой единицы или целого соединения в глубину, для расположения их один за другим, обозначают как Эшелоны.